# Liste der Monuments historiques in Guiry-en-Vexin
Die Liste der Monuments historiques in Guiry-en-Vexin führt die Monuments historiques in der französischen Gemeinde Guiry-en-Vexin auf.

## Liste der Bauwerke
| Bezeichnung       | Beschreibung | Standort                 | Kennzeichnung | Schutzstatus | Datum | Bild           |
| ----------------- | ------------ | ------------------------ | ------------- | ------------ | ----- | -------------- |
| Galeriegrab       |              | La Garenne (Lage)        | PA00080080    | Classé       | 1958  | weitere Bilder |
| Kreuz             |              | Rue Saint-Nicolas (Lage) | PA00080081    | Inscrit      | 1985  | weitere Bilder |
| Château du Cabin  | Schloss      | (Lage)                   | PA00080083    | Inscrit      | 1950  | weitere Bilder |
| Schloss Guiry     |              | (Lage)                   | PA00080082    | Classé       | 1944  | weitere Bilder |
| Kreuz             |              | (Lage)                   | PA00080084    | Inscrit      | 1950  | weitere Bilder |
| Kirche St-Nicolas |              | (Lage)                   | PA00080085    | Classé       | 1942  | weitere Bilder |

## Liste der Objekte

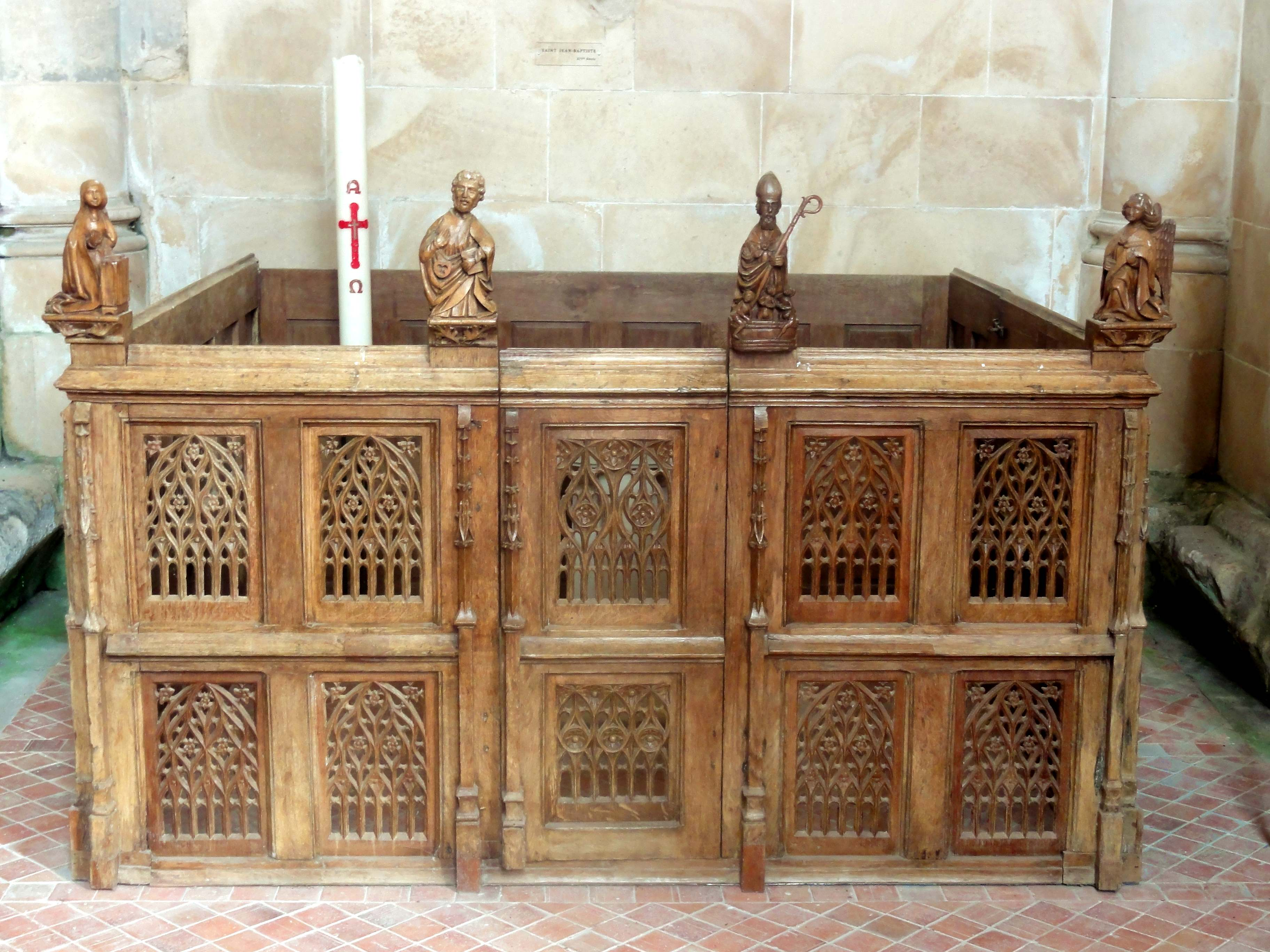
Holzabtrennung (15. Jahrhundert) um das Taufbecken

- Monuments historiques (Objekte) in Guiry-en-Vexin in der Base Palissy des französischen Kultusministeriums